# کیگوما
شهر کیگوما مرکز استان کیگوما در غرب کشور تانزانیا می‌باشد. این شهر یکی از شهرهای بندری در ساحل شرقی دریاچه تانگانیکا بوده و با کشور بوروندی نیز هم مرز می‌باشد.
بر پایه نتایج سرشماری عمومی نفوس و مسکن که در سال ۲۰۰۷ توسط دولت تانزانیا انجام شد جمعیت این شهر بالغ بر ۱۳۵٬۲۳۴ نفر اعلام شده‌است و دارای ۷۷۵ متر ارتفاع از سطح آبهای آزاد می‌باشد.
شهر تاریخی یوژیجی در کیلومتر شش جنوب شرقی کیگوما قرار گرفته‌است.

## بندر کیگوما

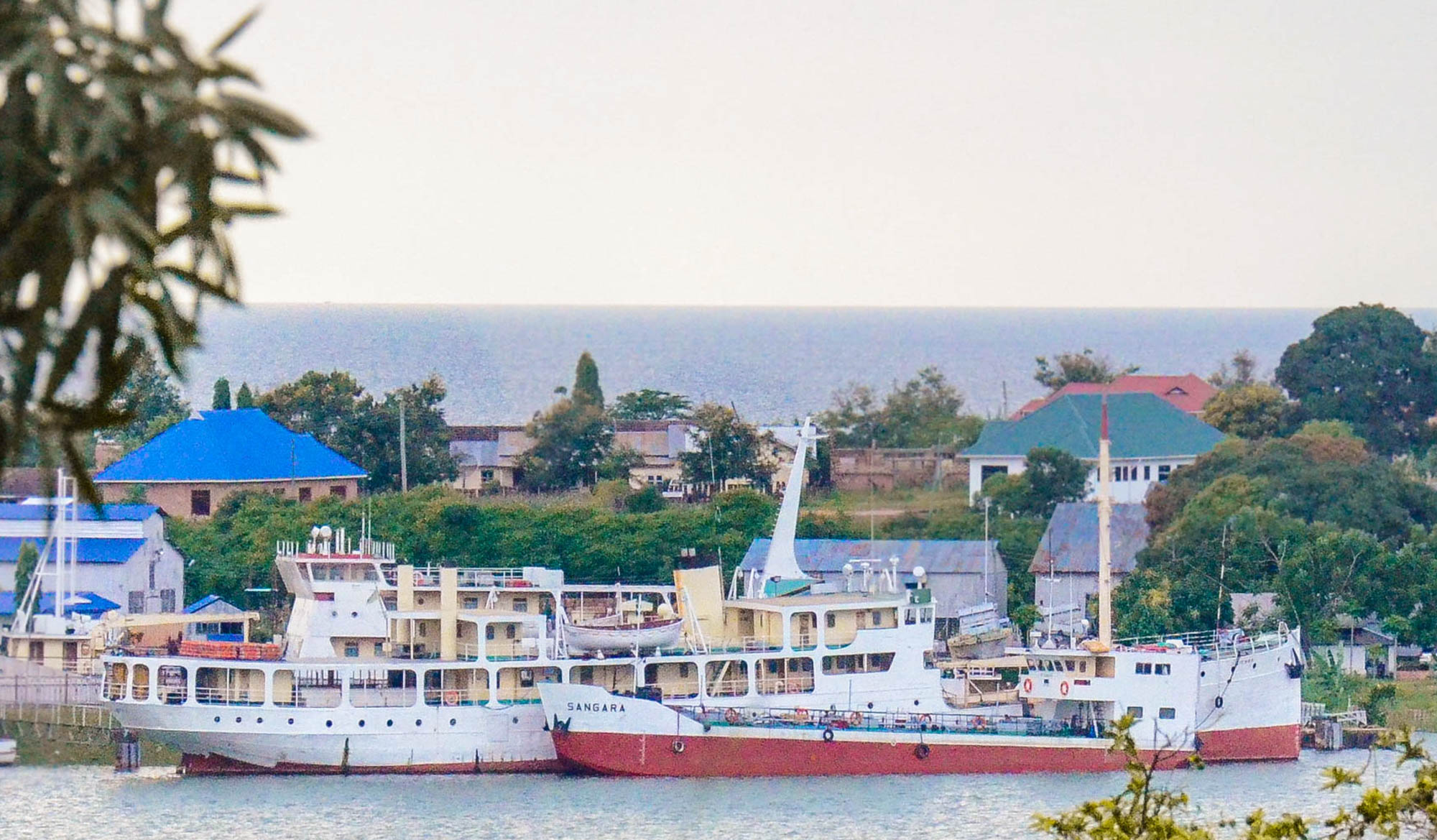
حمل و نقل در آفریقا

بندر کیگوما یکی از شلوغترین بنادر دریاچه تانگانیکا می‌باشد و به لحاظ تاریخی تنها بندری است که دارای یک خط راه آهن عملیاتی به بندری در شهر دارالسلام بوده‌است.
این بندر در خلیج کیگوما دارای یک اسکله دویست متری با تعداد زیادی جرثقیل می‌باشد که این جرثقیل‌ها امورات مربوط به انتقال کانتینترها از روی عرشه کشتی‌ها به بارانداز را انجام می‌دهند.
در ماه مه سال ۲۰۰۷ میلادی دولت تانزانیا اعلام کرد که بزودی یک طرحی را برای ایجاد یک منطقه آزاد تجاری در بنر کیگوما به اجرا می‌گذارد تا موجبات رونق اقتصادی منطقه را فراهم آورد.

## راه آهن کیگوما - دارالسلام
خط آهن مرکزی شرکت راه آهن تانزانیا از بندر کیگوما و از طریق سواحل اقیانوس هند به سمت بندر دارالسلام عبور کرده و مسیر خود را تا شهرهای تابورا و دودوما نیز ادامه می‌دهد.
کار ساخت این خط آهن در سال ۱۹۱۵ هنگامی که شهر کیگوما تحت تسلط آلمانی‌ها اداره می‌شد به پایان رسید.

## آب و هوا
| داده‌های اقلیم Kigoma    | داده‌های اقلیم Kigoma | داده‌های اقلیم Kigoma | داده‌های اقلیم Kigoma | داده‌های اقلیم Kigoma | داده‌های اقلیم Kigoma | داده‌های اقلیم Kigoma | داده‌های اقلیم Kigoma | داده‌های اقلیم Kigoma | داده‌های اقلیم Kigoma | داده‌های اقلیم Kigoma | داده‌های اقلیم Kigoma | داده‌های اقلیم Kigoma | داده‌های اقلیم Kigoma |
| ماه                     | ژانویه               | فوریه                | مارس                 | آوریل                | مه                   | ژوئن                 | ژوئیه                | اوت                  | سپتامبر              | اکتبر                | نوامبر               | دسامبر               | سال                  |
| ----------------------- | -------------------- | -------------------- | -------------------- | -------------------- | -------------------- | -------------------- | -------------------- | -------------------- | -------------------- | -------------------- | -------------------- | -------------------- | -------------------- |
| میانگین بیش‌ترین °C (°F) | ۲۷ (۸۰)              | ۲۷ (۸۱)              | ۲۷ (۸۱)              | ۲۷ (۸۱)              | ۲۸ (۸۳)              | ۲۸ (۸۳)              | ۲۸ (۸۳)              | ۲۹ (۸۴)              | ۲۹ (۸۵)              | ۲۹ (۸۴)              | ۲۷ (۸۰)              | ۲۶ (۷۹)              | ۲۷٫۷ (۸۲)            |
| میانگین کم‌ترین °C (°F)  | ۱۹ (۶۷)              | ۱۹ (۶۷)              | ۱۹ (۶۷)              | ۱۹ (۶۷)              | ۱۹ (۶۷)              | ۱۸ (۶۴)              | ۱۷ (۶۳)              | ۱۸ (۶۴)              | ۲۰ (۶۸)              | ۲۱ (۶۹)              | ۲۰ (۶۸)              | ۱۹ (۶۷)              | ۱۹ (۶۶٫۵)            |
| بارندگی میلی‌متر (اینچ)  | ۱۲۰ (۴٫۸)            | ۱۳۰ (۵)              | ۱۵۰ (۵٫۹)            | ۱۳۰ (۵٫۱)            | ۴۰ (۱٫۷)             | ۱۰ (۰٫۲)             | ۰ (۰٫۱)              | ۱۰ (۰٫۲)             | ۲۰ (۰٫۷)             | ۵۰ (۱٫۹)             | ۱۴۰ (۵٫۶)            | ۱۳۰ (۵٫۳)            | ۹۳۰ (۳۶٫۵)           |
| منبع: Weatherbase       |                      |                      |                      |                      |                      |                      |                      |                      |                      |                      |                      |                      |                      |